# Carlo Camerlenghi
Carlo Camerlenghi (Mantova, 4 settembre 1899 – 1982) è stato un politico italiano.

## Biografia
Socialista, fu tra i fondatori del Comitato di liberazione nazionale di Mantova. Ricoprì la carica di sindaco della città nel 1945, primo sindaco dalla liberazione con il beneplacito del comando alleato, alla guida di una giunta composta da rappresentanti di tutti i partiti antifascisti. Fu consigliere comunale democraticamente eletto nella prima consiliatura (1946–1951), oltre che assessore nella giunta presieduta dal comunista Giuseppe Rea. Eletto nuovamente alle amministrative del 1956, si dimise dopo poche settimane il 23 agosto 1956.

## Archivio
L'archivio Camerlenghi, contenente documenti circa l'attività politica e professione dal 1947 al 1979, è custodito presso l'Istituto mantovano di storia contemporanea, cui è stato donato nel 1989 dal figlio Eugenio Camerlenghi.